# Francisco de Zurbarán
|  | Aquest article tracta sobre el pintor. Si cerqueu el barri de Bilbao, vegeu «Zurbaran». |

Francisco de Zurbarán (Fuente de Cantos, Badajoz, 7 de novembre de 1598 - Madrid, 27 d'agost de 1664). Pintor del Segle d'or espanyol. Contemporani i amic de Velázquez, Zurbarán va destacar en la pintura religiosa, on s'expressà amb gran força visual i un profund misticisme. Va ser un artista emblemàtic de la Contrareforma. Influït en els seus començaments per Caravaggio, el seu estil va evolucionar per a aproximar-se als mestres manieristes italians. Les seves representacions s'allunyen del realisme de Velázquez i les seves composicions es caracteritzen pel modelatge aconseguit amb el clarobscur de tons més àcids. Va ser un important pintor del barroc. El seu fill, Juan de Zurbarán, també fou pintor.

## Pintures

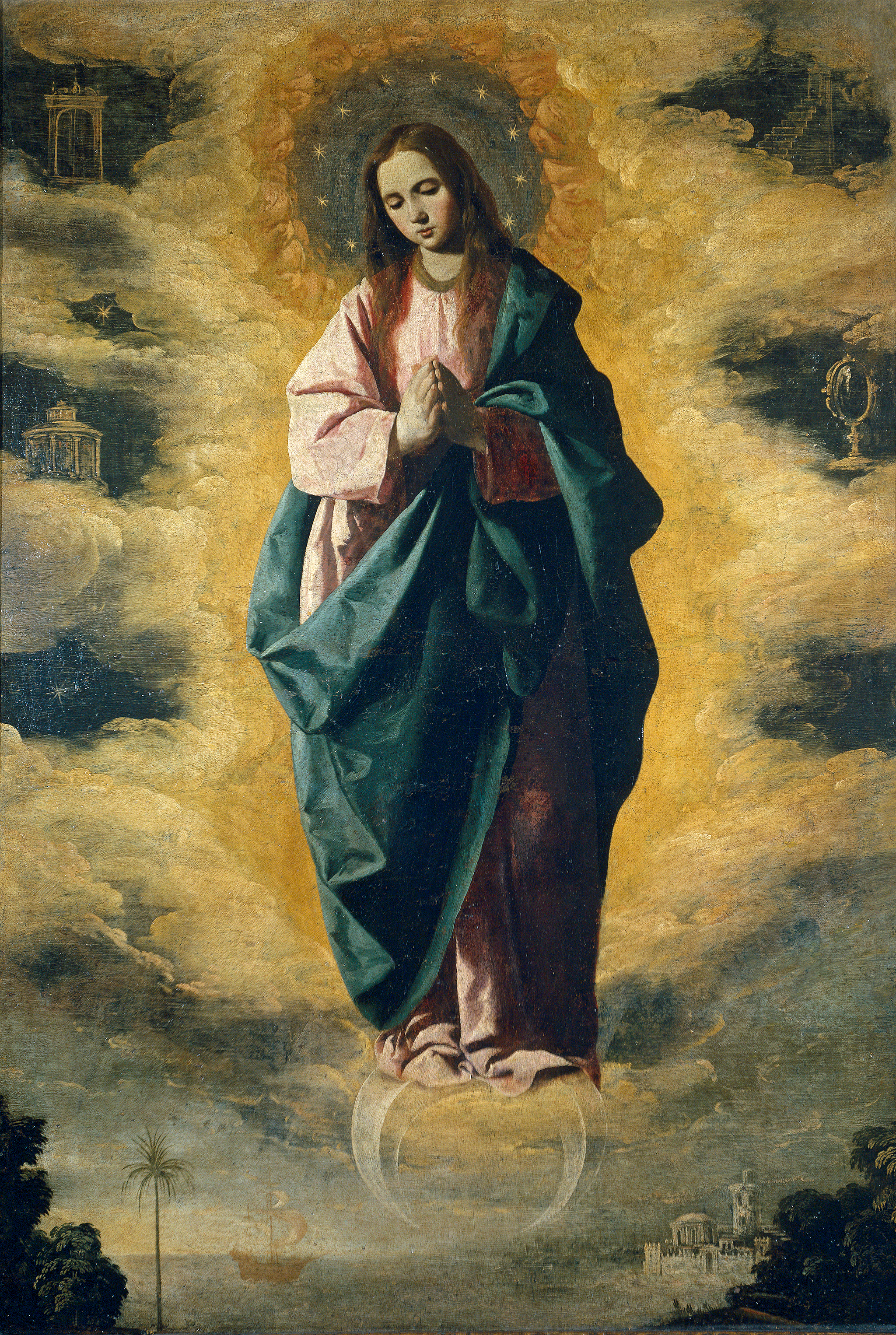
Immaculada Concepció
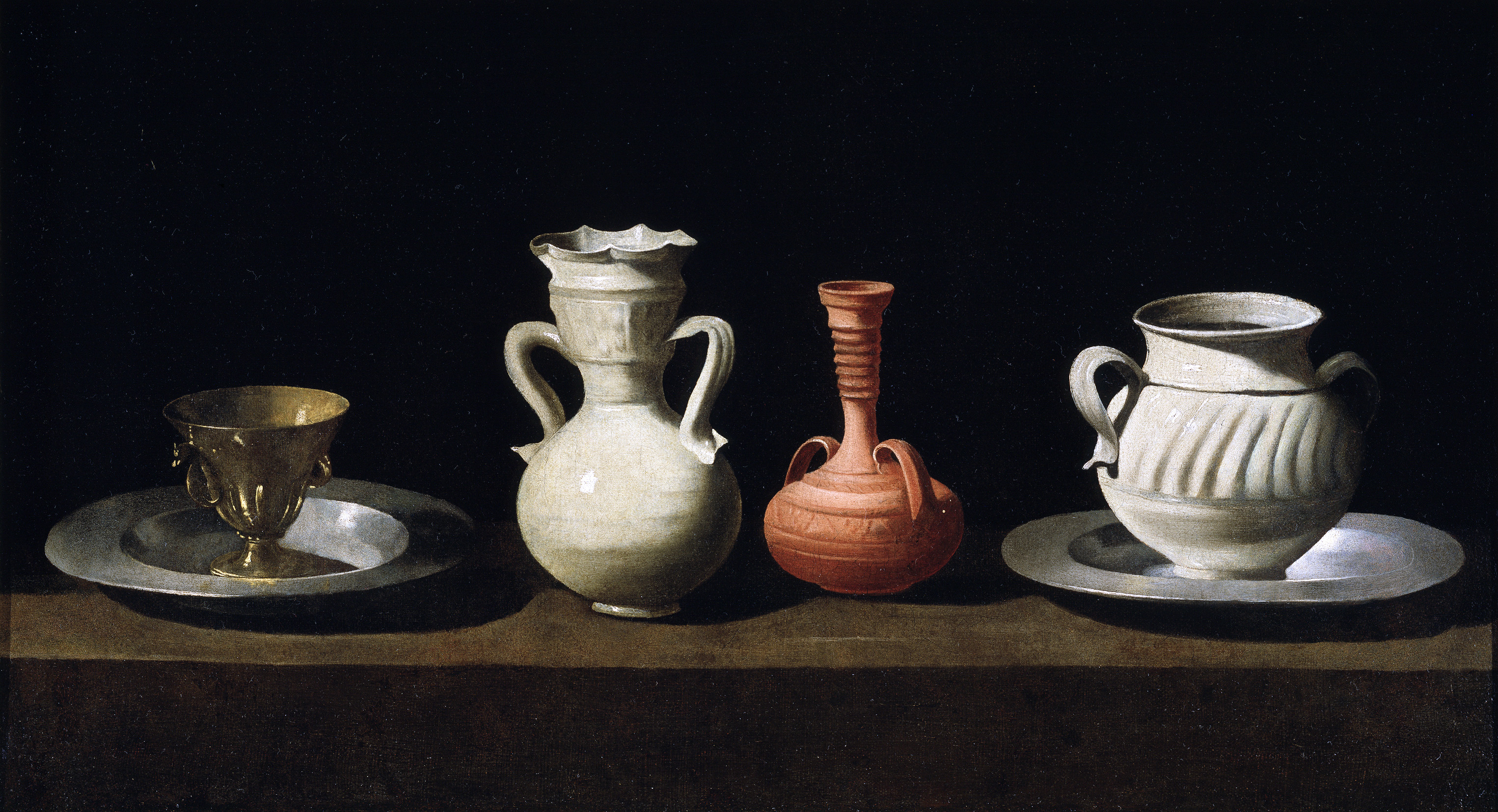
Bodegó
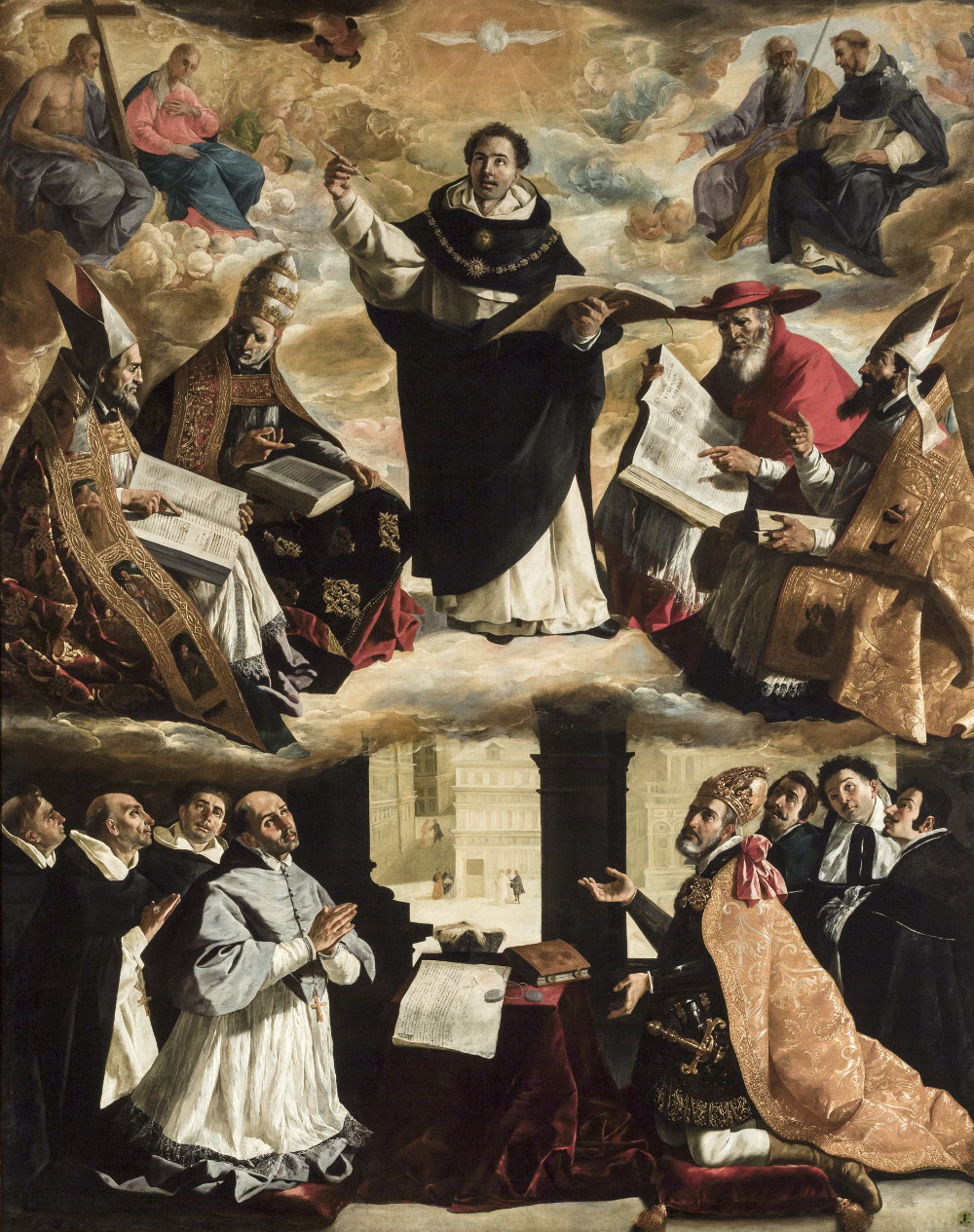
Apoteosi de Sant Tomàs d'Aquino
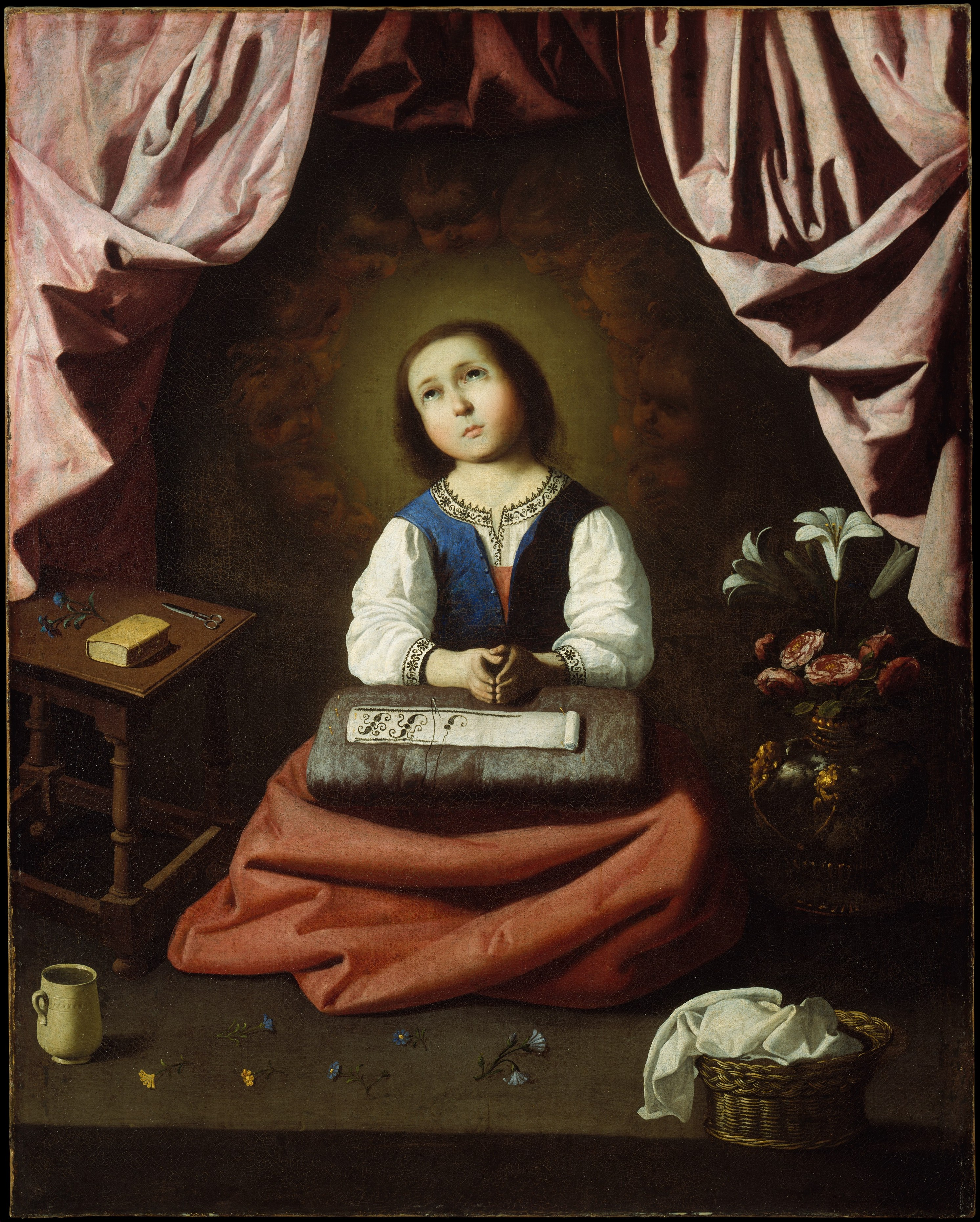
Virgen niña en éxtasis al Museu Metropolità d'Art
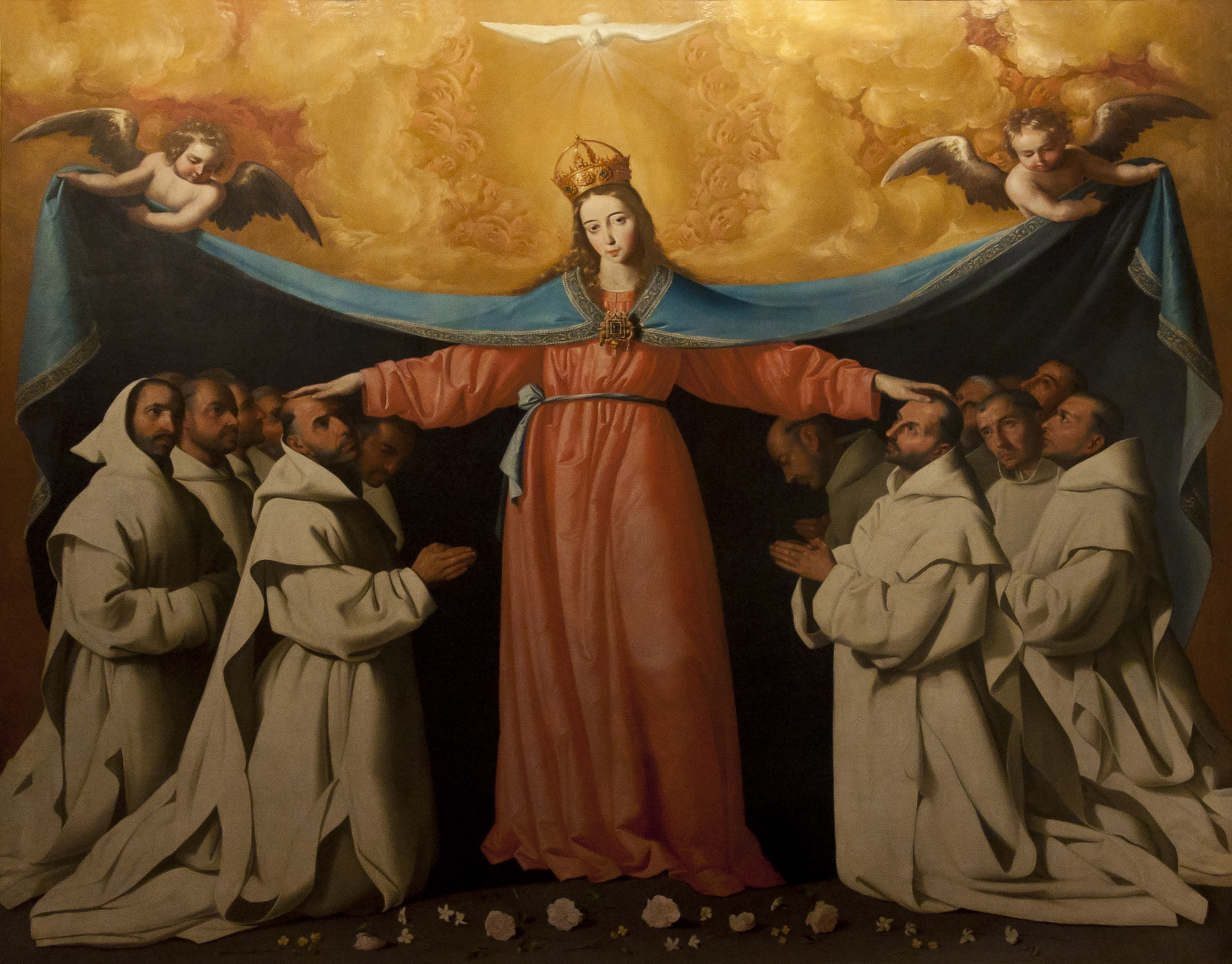
La Virgen de las Cuevas
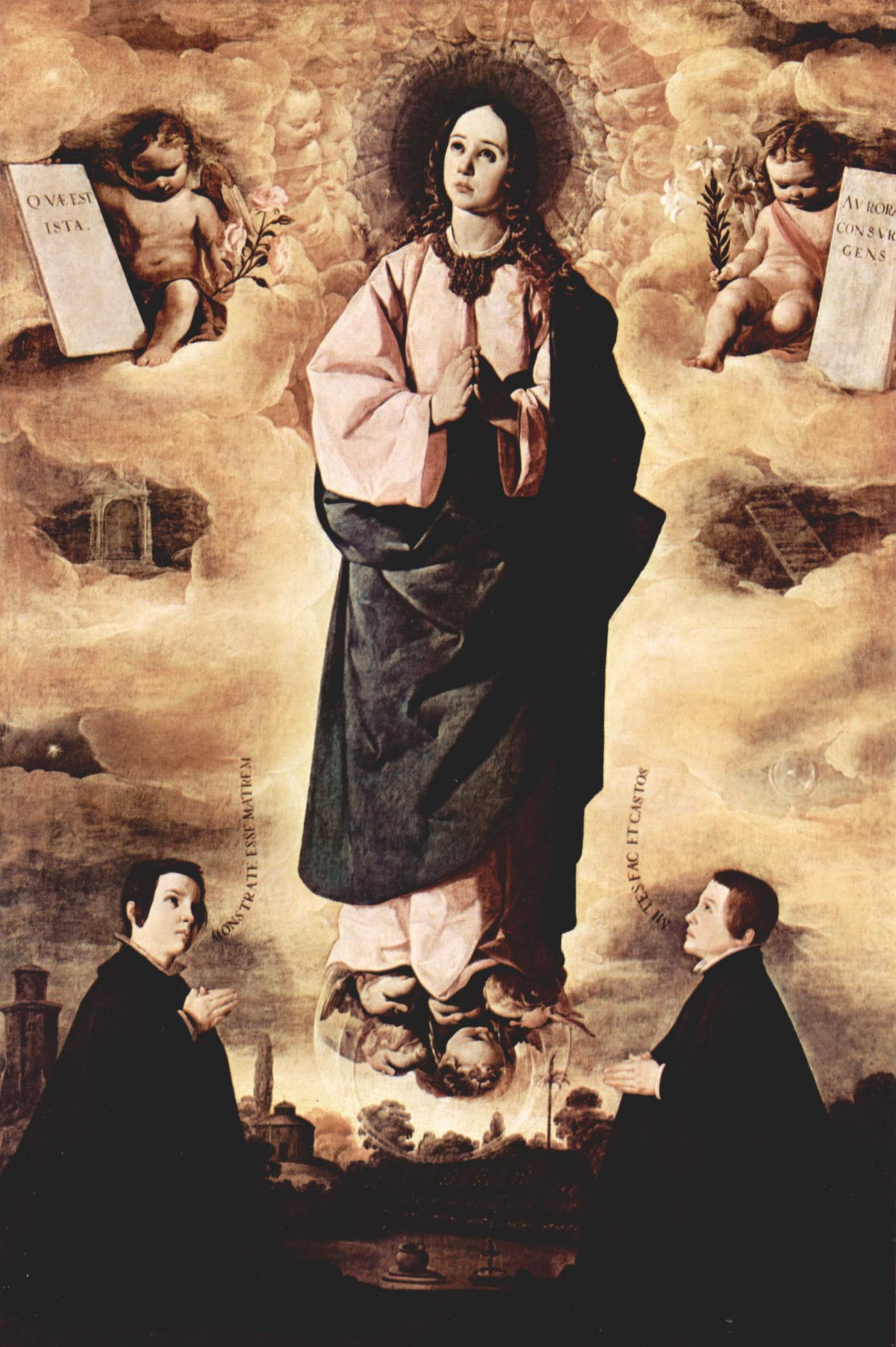
Immaculada Concepció, al MNAC
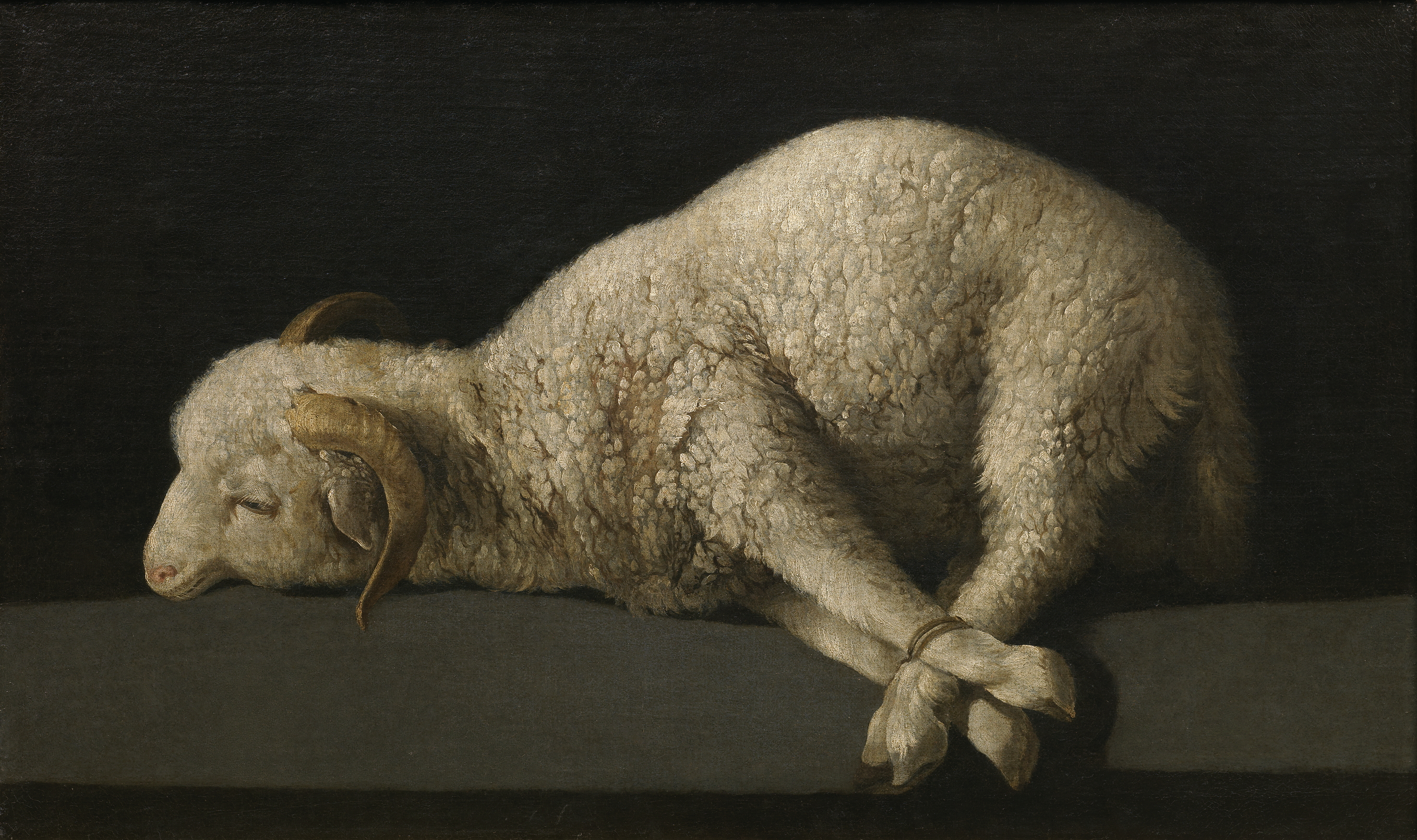
Agnus Dei al Museo del Prado
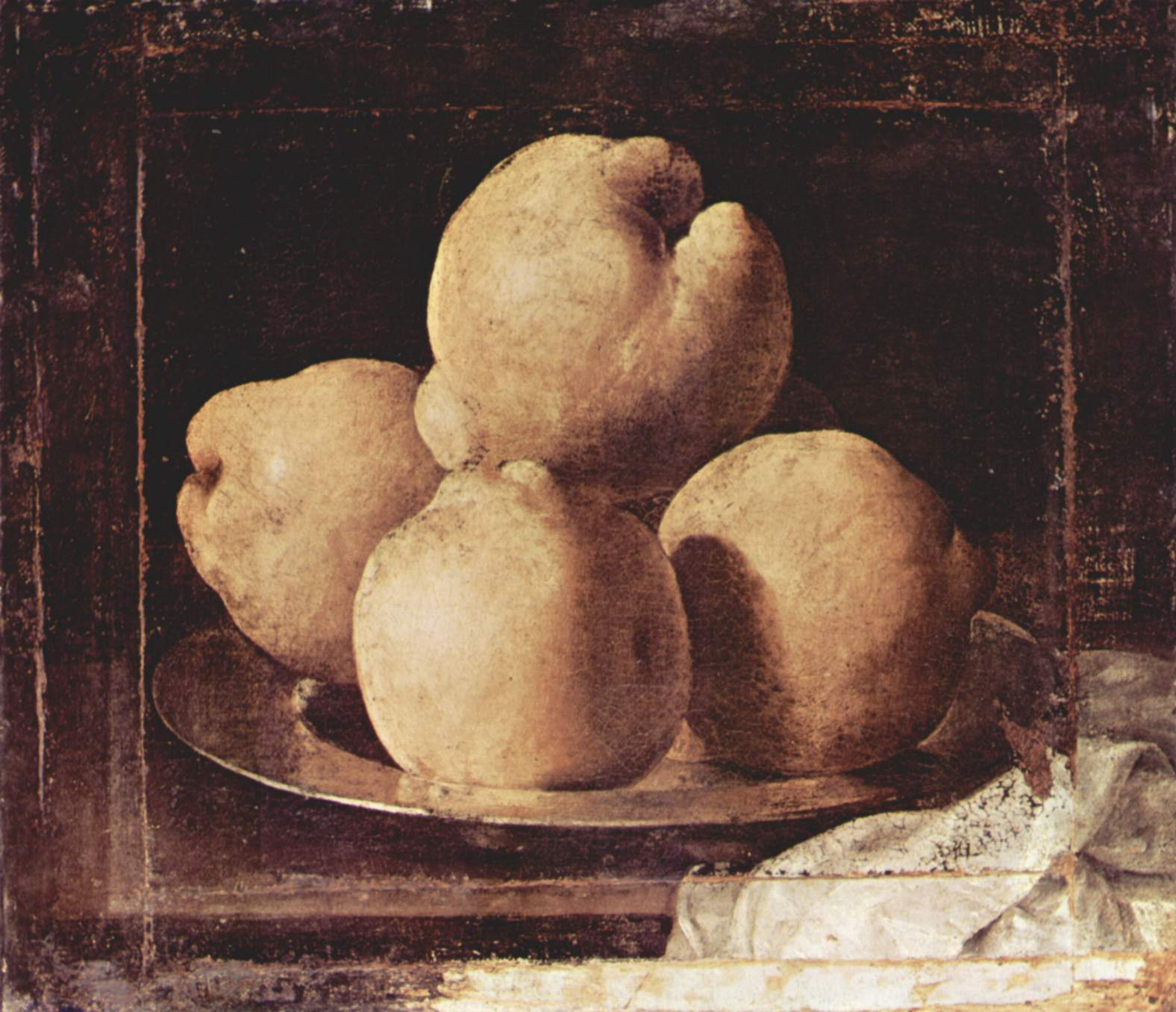
Natura morta amb plat de codonys al Museu Nacional d'Art de Catalunya
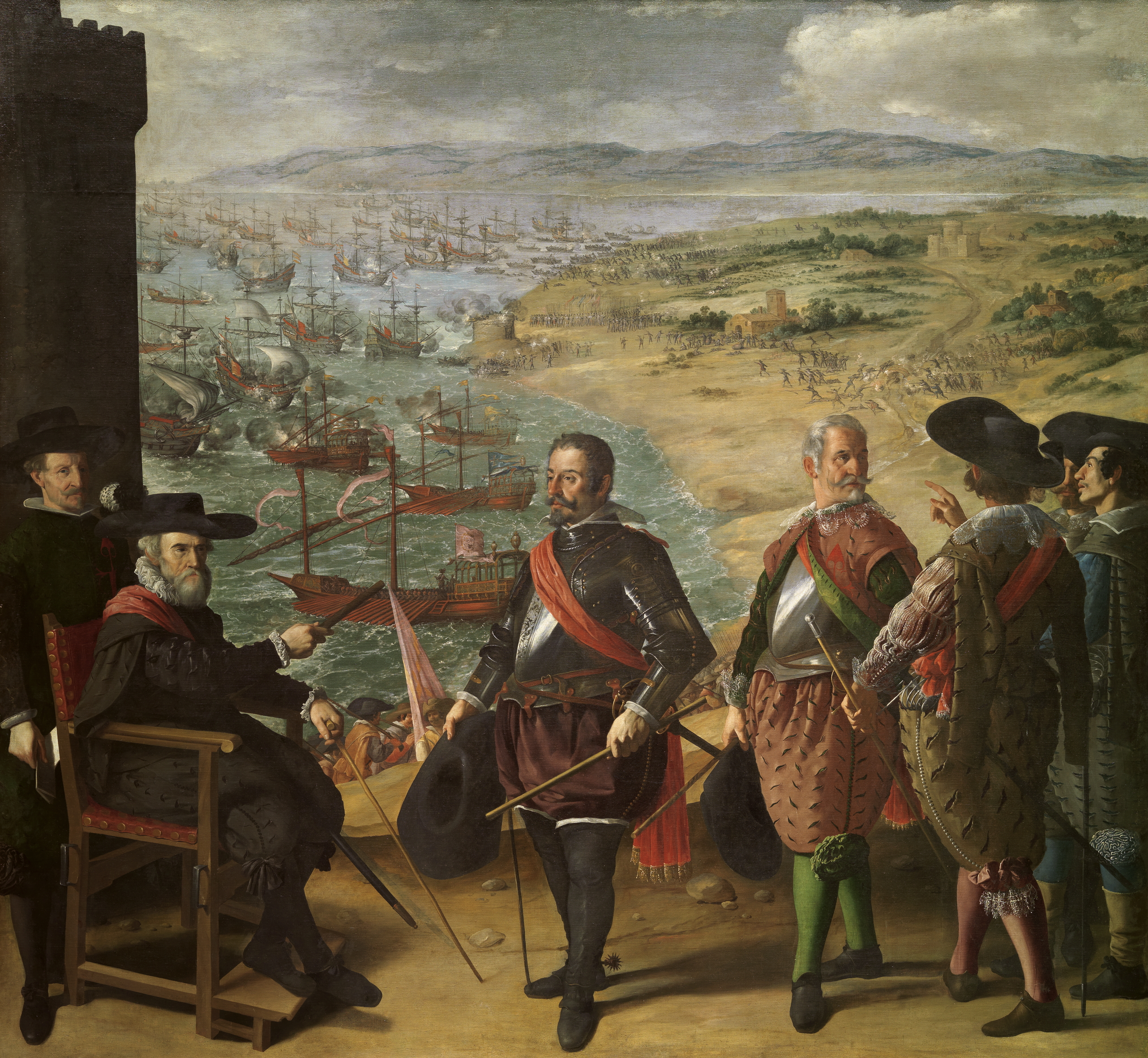
La defensa de Cadis al Museo del Prado